# Coai di Borghetto
Coai di Borghetto, dette anche Grotte di Borghetto, è un sito nel comune di Avio in provincia di Trento caratterizzato dalla presenza di ripari o grotte fortificate naturali primitive utilizzate come strutture di difesa.

## Storia
Nella bassa Vallagarina presso il comune di Avio, vicino al confine con la provincia di Verona, la valle rappresenta storicamente una via d'accesso delle Alpi Centro-orientali. L'ultimo tratto della Valle dell'Adige, fino allo sfocio in pianura, prende il nome di Coai di Borghetto, area che vede il suo inizio ad Ala e termina a Borghetto. I ripari sono individuabili in località Se di Borghetto, presso le pendici a Nord del gruppo montuoso di Cima Rocca Pia, sulla sinistra idrografica del fiume Adige. In tutta la Vallagarina sono presenti molteplici ritrovamenti di epoca romana: necropoli per la sepoltura e riduzione in cenere della salma, manufatti di diverse tipologie, resti di edifici e monete.
Non è stata ricostruita una storia vera e propria della Grotta di Borghetto come fortificazione. La ricostruzione di questa grotta si basa su due fonti: la prima sull'esame delle strutture rimaste e la seconda sui materiali. Molti dei  reperti ritrovati è di tipo metallico, si rifà a pochi pezzi di vasi. La grotta è parte integrante di una serie di ripari situati alla base delle pendici settentrionali della Cima Rocca Pia (1051 m s.l.m.). La Grotta di Borghetto diventava in caso di guerra antimurale del Castello di Sabbionara. La fortificazione non è l'unica esistente sulla sinistra dell'Adige, posta ai confini con il territorio veronese; essa faceva parte del sistema difensivo incernierato sulla rocchetta del Dos del Maton. Probabilmente in tempo di pace la Grotta di Borghetto poteva svolgere il ruolo di dogana nel tratto adiacente al confine con il territorio veronese.

## Descrizione
Le Grotte del Borghetto sono ripari sotto roccia o grotte fortificate, dette anche "cóveli", sono grotte naturali adibite a strutture difensive; offrono inoltre numerosi vantaggi, uno dei quali è l'abbondante presenza di materie prime utilizzabili per l'eventuale organizzazione di alloggi. Il sistema di difesa del rifugio stesso ha i suoi vantaggi anche nella sua organizzazione. I Coai di Borghetto sono tre, disposti in ordine da sud a nord-ovest. La numerosa vegetazione presente intorno alla grotta fortificata rende difficile la visione del sito dal fondovalle, ma allo stesso tempo tutta la zona inferiore è facilmente ispezionabile dalla grotta. All'interno del rifugio sono stati rinvenuti molti reperti e, grazie a questi ritrovamenti da parte degli studiosi, sappiamo che l'uso di questo rifugio risale ai secoli XIII e XIV, ma non si può escludere una frequentazione più antica.
I tre ripari sono disposti in sequenza, estendendosi da sud a nord, con un'altitudine media tra i 250-280 metri sopra al livello del mare: essendo il primo riparo roccioso, non vi è possibile rifugiarsi; invece, il secondo,  ha un sottoroccia più ampio che permette il riparo. L'acceso principale del sito si trova a sud, con un dislivello di una decina di metri dal sentiero. Lo spazio interno è un piano più o meno regolare che può offrire ospitalità a molte persone; inoltre, sul confine nord, contro la roccia, si trova acqua di sorgente perenne. Il versante sud del riparo è sbarrato da una parte rocciosa che lo separa dal primo riparo con un dislivello di alcuni metri. Il terzo riparo o grotta di Borghetto è una cavità naturale con una profondità massima di 7,5 m, larga all'imboccatura 10 m, avente un'altezza media di 8 m. Il sentiero che raggiunge la caverna risale lungo la forma incavata della roccia e a causa di folta vegetazione che cresce sulla ripida scarpata va ad oscurare la visuale dal fondovalle verso il riparo, però, da qui, era possibile controllare tutta l'area sottostante molto agevolmente.